# Dánská 1. divize 1971
Dánská 1. divize 1971 byla nejvyšší dánskou fotbalovou soutěží v roce 1971. Vítězem se stal a do Poháru mistrů evropských zemí se kvalifikoval tým Vejle Boldklub, účast v Poháru UEFA 1972/73 si zajistily z druhého a třetího místa týmy Hvidovre IF a Boldklubben Frem. Pohár vítězů pohárů 1972/73 hrál poražený finalista dánského poháru 1972 druholigový tým Fremad Amager.
Ligy se zúčastnilo celkem 12 celků, soutěž se hrála způsobem každý s každým doma-venku (celkem tedy 22 kol) systémem jaro-podzim. Přímo sestoupily poslední dva týmy Aalborg Boldspilklub a Akademisk Boldklub.

## Tabulka
| Poř. | Tým                  | Z  | V  | R  | P  | VG | OG | B  |
| ---- | -------------------- | -- | -- | -- | -- | -- | -- | -- |
| 1.   | Vejle Boldklub       | 22 | 13 | 6  | 3  | 61 | 10 | 29 |
| 2.   | Hvidovre IF          | 22 | 10 | 4  | 8  | 44 | 38 | 24 |
| 3.   | Boldklubben Frem     | 22 | 10 | 4  | 8  | 40 | 36 | 24 |
| 4.   | KB Kodaň             | 22 | 10 | 43 | 8  | 49 | 47 | 24 |
| 5.   | Randers Freja        | 22 | 9  | 5  | 8  | 40 | 42 | 23 |
| 6.   | Køge BK (N)          | 22 | 9  | 8  | 8  | 44 | 47 | 23 |
| 7.   | Brønshøj BK          | 22 | 10 | 2  | 10 | 43 | 52 | 22 |
| 8.   | B 1903 Kodaň         | 22 | 7  | 7  | 8  | 35 | 31 | 21 |
| 9.   | B 1901 Nykøbing      | 22 | 8  | 4  | 10 | 46 | 47 | 20 |
| 10.  | Boldklubben 1909 (N) | 22 | 6  | 7  | 9  | 39 | 40 | 19 |
| 11.  | Aalborg Boldspilklub | 22 | 7  | 4  | 11 | 37 | 47 | 18 |
| 12.  | Akademisk Boldklub   | 22 | 7  | 3  | 12 | 34 | 45 | 17 |

|  | Pohár mistrů evropských zemí 1972/73 |
|  | Pohár vítězů pohárů 1972/73          |
|  | Pohár UEFA 1972/73                   |
|  | Sestup do 2. divize                  |
|  | (N) - nováček                        |